# John Caister Bennett
John Caister Bennett, južnoafriški ljubiteljski astronom, * 6. april 1914, Estcourt Natal, † 30. maj 1990, Pretorija, Južna Afrika .

## Življenje
Rojen je bil v Eastcourt Natalu, njegova mati je bila Britanka, oče je bil iz Longforda na Tasmaniji .

## Delo
Najbolj znan je po odkritju Kometa Bennett (C/1969 Y1) v letu 1969.
Bil je dolgoletni član Astronomskega društva Južne Afrike (ASSA ali Astronomical Society of Southern Africa), od leta 1969 pa je bil njen predsednik.
Sestavil je dva seznama teles (Bennettov katalog), ki se vidijo na južni polobli, in so bila v njegovem daljnogledu podobna kometom (prvi seznam leta 1969, drugi pa 1974). Skoraj polovica Bennettovih teles v seznamih je kroglastih kopic.

## Priznanja
Nagrade
Astronomsko društvo Južne Afrike ga je nagradilo z medaljo Gill za prispevek v astronomiji .
Poimenovanja
V letu 1989 je Robert Mcnaught predlagal, da se asteroid 1986 VD imenuje po njem .